# الفهرس القياسي لعملات العالم
الفهرس القياسي لعملات العالم (بالإنجليزية: Standard Catalog of World Coins) وكذلك يسمى فهارس كراوس (بالإنجليزية: Krause catalogs) هي سلسلة من قائمة فهارس العملات المعدنية العملات والمسكوكات، حيث تصدر عن منشورات كراوس [الإنجليزية].

## نظرة عامة
تُدرج مجلدات "حسب القرن" جميع أنواع العملات تقريبًا حسب التاريخ، ومعظمها مُصوَّر، مع معلومات عن سكها ومعلومات أخرى، بالإضافة إلى تقييمات السوق في ما يصل إلى 5 درجات. تُصنّف القوائم حسب الفئة وليس حسب السلسلة، كما هو الحال في فهارس العملات العالمية السابقة. تُستخدم أرقام كراوس-ميشلر (أو KM) الخاصة على نطاق واسع؛ وبالنسبة لعدد قليل من الدول فقط، تُعطى أنظمة سابقة مثل أرقام Y (Yeoman) وC (Craig) بدلاً منها.
يُعد تنسيق القرن غير مريح ومكلف من قِبل بعض جامعي العملات الذين يصنغون مقتنياتهم جغرافيًا، لأن قوائم التاريخ تُقص عند علامة القرن. كان الفهرس الرئيس يغطي في الأصل حوالي عام 1835 حتى الآن، ثم تطور إلى عمل سنوي خاص بالقرن العشرين فقط، بالإضافة إلى مجلدات منفصلة للقرون السابع عشر والثامن عشر والتاسع عشر تُراجع على مدار دورة مدتها ثلاث سنوات. بدءًا من الطبعة الرابعة والثلاثين (2007)، تُدرج القوائم التي تغطي الفترة من عام 2001 حتى الآن في كتالوج منفصل خاص بالقرن الحادي والعشرين.
تُجمع بيانات المجلدات المصنفة حسب القرن في طبعات خاصة بالعملات المعدنية التي تشمل الكرونات البريطانية والذهبية والألمانية وأمريكا الشمالية. أما المسكوكات الأخرى من الإصدارات الخيالية [الإنجليزية] والميداليات التي لا تظهر في الفهارس الأخرى، فتُغطى في فهرس عملات عالمية غير عادية (Q134817962) (بالإنجليزية: Unusual World Coins). كما يوجد فهرس آخر بعنوان "جمع عملات العالم" (بالإنجليزية: Collecting World Coins) يتضمن فقط عملات القرنين العشرين والحادي والعشرين التي كانت متداولة بانتظام.
الطبعتان الثانية عشر (1986) والتاسعة عشر (1992) هما مجلدان بغلاف مقوى يغطيان من تاريخ 1700 حتى اليوم؛ والإصدار الثالث عشر (1987) هو آخر إصدار يتضمن إشارات مرجعية إلى يومان وكريج (بالإنجليزية: Yeoman and Craig)؛ والإصدار الثالث والعشرون (1996) هو آخر إصدار رئيس يغطي تاريخ 1800 حتى اليوم؛ الإصدار 33 (2006) هو آخر إصدار من القرن العشرين، وكذلك يشتمل على قوائم القرن الحادي والعشرين.
تتراوح أسعارها بين 73 و85 دولارًا (25 دولارًا للكتالوج الأقصر للقرن الحادي والعشرين)، وغالبًا ما تُباع بأسعار مخفضة، ويمكن العثور عليها في العديد من المكتبات العامة. تُباع الإصدارات القديمة بأسعار مخفضة تخفيضا كبيرا، على الرغم من أن المراجعات بين الإصدارات في العديد من المجالات محدودة. بعد ظهور نسخ أقراص DVD غير مرخصة، أُدرجت أقراص DVD مع الطبعة الرابعة (1601-1700)، والطبعة السادسة والثلاثين (1901-2000)، وربما إصدارات أخرى، ولكنها تُباع الآن في إصدار منفصل.
في عام 1975، كان الفهرس يتألف من مجلد واحد يضم حوالي 1000 صفحة. وبحلول عام 2007، توسع ليشمل مجموعة من خمسة مجلدات تضم أكثر من 6000 صفحة. تُنسب الطبعات الأولى التأليف إلى الناشر تشيستر كراوس [الإنجليزية] وكليفورد ميشلر [الإنجليزية]، مع أن كولين ر. بروس الثاني كان كبير المُجمّعين الفعليين بدءًا من الطبعة الثانية، ويُمنح لقب محرر أو محرر رئيسي في الطبعات اللاحقة. ووفقًا لمجلة "كوين وورلد [الإنجليزية]"، كان بروس كبير مُفهرسي ومحرر كل طبعة سنوية من عام 1976 إلى عام 2007، وتقاعد عام 2008. جورج س. كوهاج هو المحرر الحالي، ويُنسب الفضل إلى توماس مايكل بصفة محلل سوق، على الرغم من أن كراوس يجمع مساهمات العديد من خبراء وتجار جمع العملات.

## الطبعات
الإصدارات الأحدث، حتى نوفمبر 2019.
الفهرس القياسي لعملات العالم (Standard Catalog of World Coins)
1. Standard Catalog of World Coins: 1601–1700, 7th Edition, publication date 2018, Krause Publications, (ردمك 978-1-4402-4857-3)
2. Standard Catalog of World Coins: 1701–1800, 7th Edition, publication date 2016, Krause Publications, (ردمك 978-1-4402-4706-4)
3. Standard Catalog of World Coins: 1801–1900, 9th Edition, publication date 2019, Krause Publications, (ردمك 978-1-4402-4895-5)
4. 2020 Standard Catalog of World Coins: 1901–2000, 47th Edition, publication date 2019, Krause Publications, (ردمك 978-1-4402-4896-2)
5. 2020 Standard Catalog of World Coins: 2001–Date, 14th Edition, publication date 2019, Krause Publications, (ردمك 978-1-4402-4897-9)

جميعها مع نسخة رقمية متاحة بشكل منفصل.
كتالوجات أخرى ذات صلة
- Collecting World Coins: Standard Catalog of Circulating Coinage: 1901–present, 15th Edition, publication date 2015, Krause Publications, (ردمك 978-1-4402-4460-5)
Digital copy available separately.
- Standard Catalog of German Coins: 1501–present, 3rd Edition, publication date 2011, Krause Publications, (ردمك 978-1-4402-1402-8)
Digital copy available separately.
- Standard Catalog of World Crowns and Talers from 1601 to date, 1st Edition, publication date 1994, Krause Publications, (ردمك 978-0-8734-1211-7)
- Standard Catalog of World Gold Coins: With Platinum and Palladium Issues: 1601–present, 6th Edition, publication date 2009, Krause Publications, (ردمك 978-1-4402-0424-1)
Digital copy available separately.
- Unusual World Coins, 6th Edition, publication date 2011, Krause Publications, (ردمك 978-1-4402-1702-9)
نسخة رقمية متاحة بشكل منفصل.

## روابط خارجية
- NGC's online price guide powered by Krause Publications NumisMaster
- Krause Publications
- Numismaster.com